# David Arnold
David Arnold (23 de janeiro de 1962), é um compositor inglês. Responsável por compor trilhas sonoras para o cinema e a televisão. Ele é mais famoso por compor a música para os filmes Stargate (1994), Independence Day (1996), cinco filmes da franquia James Bond e para a série de televisão da BBC Sherlock (2010).

## James Bond
Arnold era um fã de James Bond desde pequeno e também fã do compositor John Barry. Em 1997, Arnold produziu o álbum Shaken and Stirred: The David Arnold James Bond Project, onde ele apresentou novas versões de vários temas dos filmes de Bond. John Barry, compositor de vários temas do álbum, gostou do trabalho, dizendo: "Ele foi bem fiel a melodia e a harmonia, porém adicionou um ritmo novo e escolheu artistas interessantes para interpretar as canções. Acho que é um excelente álbum. Estou lisonjeado." Barry Ligou para Barbara Broccoli, produtora do então futuro Tomorrow Never Dies, para recomendar Arnold.
Arnold foi contratado e depois disso, compôs a trilha sonora para os filmes seguintes da franquia, The World Is Not Enough, Die Another Day, Casino Royale e Quantum of Solace. Ele também compôs as músicas tema para os filmes The World Is Not Enough ("The World Is Not Enough", interpretado por Garbage) e Casino Royale ("You Know My Name", interpretado por Chris Cornell).

## Filmografia
- The Young Americans (1993)
- Stargate (1994)
- Last of the Dogmen (1995)
- Independence Day (1996)
- A Life Less Ordinary (1997)
- Tomorrow Never Dies (1997)
- Godzilla (1998)
- The World Is Not Enough (1999)
- Shaft (2000)
- Baby Boy (2001)
- The Musketeer (2001)
- Zoolander (2001)
- Changing Lanes (2002)
- Enough (2002)
- Die Another Day (2002)
- 2 Fast 2 Furious (2003)
- The Stepford Wives (2004)
- Little Britain (14 Episódios) (2003-2005)
- Four Brothers (2005)
- Stoned (2005)
- Amazing Grace (2006)
- Casino Royale (2006)
- Hot Fuzz (2007)
- Grindhouse (2007)
- Agent Crush (2008)
- Quantum of Solace (2008)
- The Chronicles of Narnia: The Voyage of the Dawn Treader (2010)
- Morning Glory (2010)
- Made in Dagenham (2010)
- Sherlock (série de televisão) (2010)

## Prêmios
- Ganhou: Prêmio Grammy - Melhor Composição Instrumental Escrita para um Filme ou para a Televisão - Dia da Independência
- Ganhou: Ivor Novello Awards – Melhor Trilha Sonora Internacional por The World Is Not Enough[2]
- Ganhou: Ivor Novello Awards - BASCA Fellowship (2005)[3]
- Indicado: BAFTA Award – Anthony Asquith Award for Film Music – Casino Royale[4]
- Indicado: Prêmio Grammy - Melhor Canção Escrita para Cinema, Televisão ou Outra Mídia Visual - You Know My Name de Casino Royale (compositor)
- Ganhou: BBC Radio Awards – Melhor produção musical – The Sound of Cinema com David Arnold[5]
- Ganhou: (com Michael Price) Primetime Emmy Award de Melhor Composição Musical para Minissérie, Filme ou Especial - Sherlock ("His Last Vow")[6]